# 美国帝国航空8284号班机事故
美国帝国航空8284号班机 是帝國航空公司为来往于沃斯堡阿莱恩斯机场和拉伯克普雷斯顿·史密斯国际机场用于联邦快运服务的货运航班。 2009年1月27日，该班机在接近目的地時坠毁。 两名机组人员生还，仅受轻伤，但这架飞机严重受损并被報銷。

## 飞机历史
执飞8284航班的飞机是一架ATR-42-320，於1990年由ATR生产，注册号N902FX。这架飞机曾于以下三个航空公司服务：Bar Harbor Airlines，美国大陆快运，ExpressJet Airlines。该机于2003年交付到帝国航空，同年租借给联邦快运使用。

## 飞行员记录
操作飞机的机长52岁，男性，总飞行时间13935小时，其中有12742小时此人担任操作飞机的飞行员。他有2052小时的ATR-42飞行经历，其中有1896小时操作飞机。副机长26岁，女性，总飞行时间2109小时。根据帝国航空的记录，她有130小时的ATR-42的副驾驶飞行经历。

## 事故
上午4時半，8284班机在冻雾中从拉伯克普雷斯顿·史密斯国际机场起飞。
在航行时，发生了飞控系统的故障，使得襟翼不能放下。副机长继续航行，同时机长尝试解决襟翼不能放下的问题。 两名机组成员都未注意空速，使得飞机开始以2000英尺（610米）每分钟的速度下降，造成地面迫近警告系统（GPWS）响起。警报响起后17秒，机组开始拉起飞机，導致飞机失速并撞地。 飞机于跑道起点前接地，滑行3300英尺（1000米）并滑出17R跑道。停下后飞机引发了一场小型火灾。

## 调查
NTSB调查了事故发生的原因。飞行数据记录器和驾驶舱语音记录器显示机组成员在襟翼不能放下的情况下选择了继续航行而非复飞。机组也没有在失速后立刻将引擎动力加到最大，而只是在近地警报响起17秒后才增大推力。在事故后的采访中，机长称他因工作压力过大而困倦并感到疲劳，影响了他的表现。2011年，在调查完成后，NTSB发布了调查报告。调查人员在报告中称：“NTSB认为，在结冰条件下使用仪表航行时，机组成员未能监视并保持最低安全空速是造成这起事故的可能原因。过低的空速造成飞机在低高度下发生失速。”
造成事故的几个原因是：
1) 机组成员未能按照给定的操作程序应对襟翼不能放下的故障。
2) 机长做出的继续进行不稳定航行的决定。 
3) 机组缺少机员资源管理的能力。 
4) 在事故发生时机组成员的疲劳和长期积累的睡眠缺失问题，可能影响了机长的飞行表现。 

## 事故结果
在事故中，编号为N902FX的飞机严重受损并被注销。机组成员受轻伤，故被送往医院，并在之后出院。两位机组成员在1个月后开始继续为联邦快运飞行。
作为对事故的总结，NTSB提出了9条安全建议，包括防止飞行中结冰的建议。坠机事故使得EASA复查飞机的震杆器以防止失速。同时，EASA也提出了一条关于在飞行模拟器里模拟结冰条件的规则。